# قاچاق تخم کرم ابریشم به امپراتوری بیزانس
قاچاق تخم کرم ابریشم به امپراتوری بیزانس (انگلیسی: Smuggling of silkworm eggs into the Byzantine Empire) در اواسط قرن ششم میلادی، دو راهب، با حمایت امپراتور بیزانس ژوستینین یکم، کرم‌های ابریشم زنده را به دست آوردند و به امپراتوری بیزانس قاچاق کردند که منجر به تأسیس صنعت ابریشم بومی بیزانس که مدتها انحصار ابریشم را در اروپا داشت.